# 御蔵島
御蔵島（みくらじま）は、伊豆諸島に属する日本の島。伊豆七島の一島。行政区画は東京都御蔵島村（南西沖にある藺灘波島も含む）。

## 地理
東京都心の南約190キロメートル、三宅島の南南東19キロメートルの太平洋上に位置する。島はほぼ円形をしており、面積20.55平方キロメートル、周囲16.4キロメートルで、中央に標高851メートルの御山（おやま）を擁する。
富士箱根伊豆国立公園の一部で、島は気象庁によって火山活動度ランクCの活火山に指定されている。火山としては、伊豆諸島の中では比較的古い時代に活動を停止しており、御蔵島火山の本体部分の活動は7,000年前よりも古い時代、そして島南東部に噴出した溶岩ドームは約5,000年前に活動を終了していると考えられている。そのため海食崖が発達し、最大500メートルにもなる絶壁もある。

## 生態系
島全体が豊かな原生林で覆われているため、島としては珍しく水に恵まれており、水力発電やミネラルウォーターの採取も行われている。全国有数の巨樹の森として知られ、オオミズナギドリの繁殖地としても有名である。南郷地区には山階鳥類研究所南郷分室が設置されている。オオミズナギドリを捕食している野猫を捕獲して、本土に住む愛猫家に引き渡して野猫を減らす活動が行なわれている。野猫による捕食は、年3万羽以上にのぼると推計されている。
昆虫では、御蔵島と神津島のみに生息するミクラミヤマクワガタがいるほか、蝶の一種であるクロヒカゲに御蔵島固有亜種が存在する。
島内には自然保護の観点から「ガイド同伴でなければ立ち入れないエリア」および「ガイドがいても立ち入れないエリア」が設けられており、多くの宿泊施設でガイドを斡旋してくれる。 
周辺海域に野生のミナミハンドウイルカが生息しており、イルカウォッチングなどエコツーリズムで観光業に寄与している（後述）。

## 歴史
古来、伊豆諸島は流刑地であり、御蔵島もその対象になっていたが、あまりにも過酷な環境のため中止された。
地形上の問題で宅地や農地に使用できる土地が限られ、自給自足で生活する上で人口増加は大きな脅威であったため、江戸時代後期の寛政8年（1796年）頃に「二十八軒衆」という制度が創設される。これは、当時居住していた28戸以外の人の転入を厳しく制限し、土地の相続に関しても長男以外には認めないという制度で、現在でも島外からの転入者は戸建てを持てず、村営住宅へ入居するという形で残っている。
幕末の1863年（文久3年）、香港からアメリカ合衆国に向けて航海をしていた「バイキング号」（1349トン）が荒天により島の岩場に引き寄せられて座礁。乗員ら483人が島民（当時約250人）により救助される出来事があった。

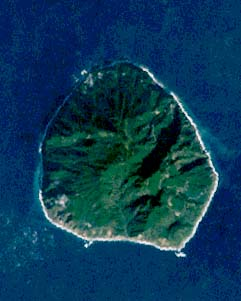
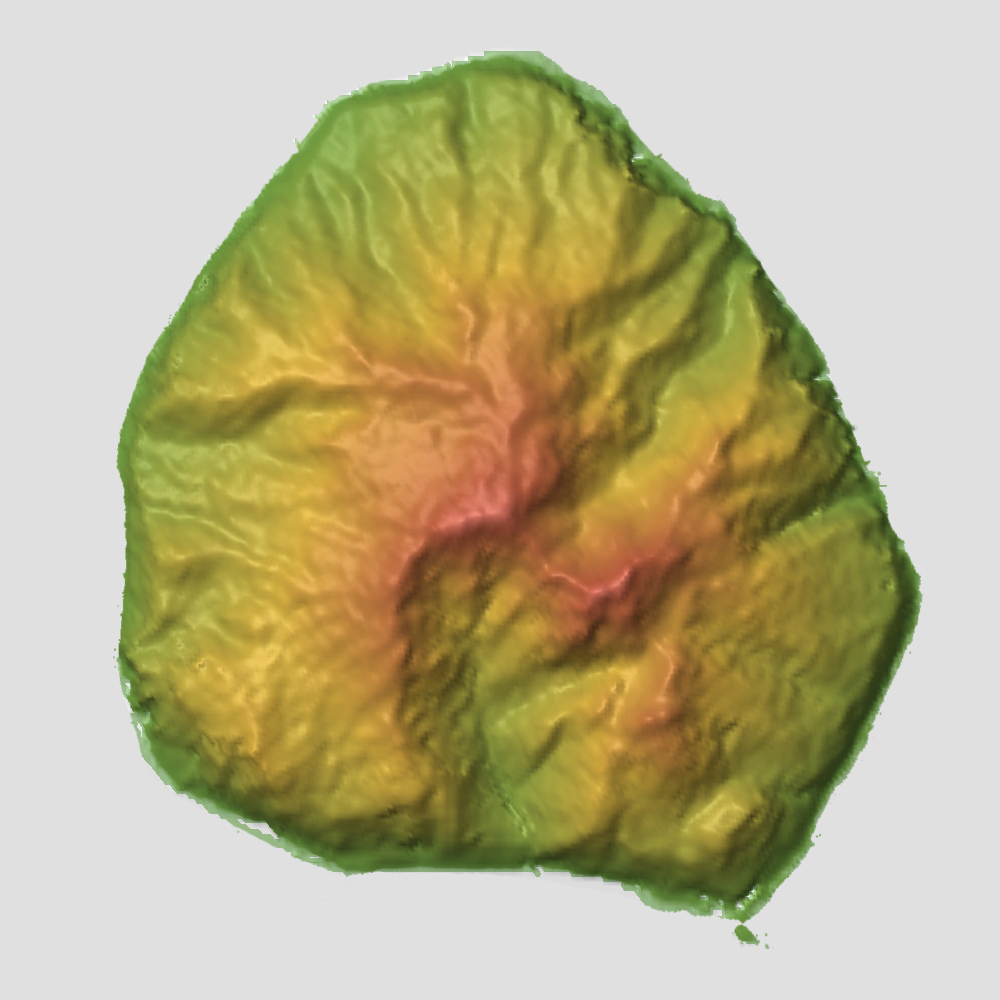
地形図
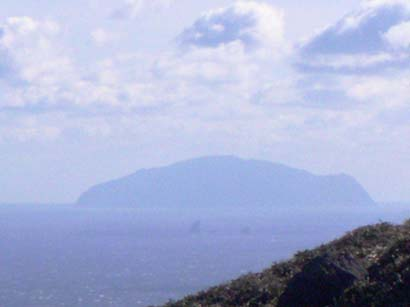
神津島から見た御蔵島
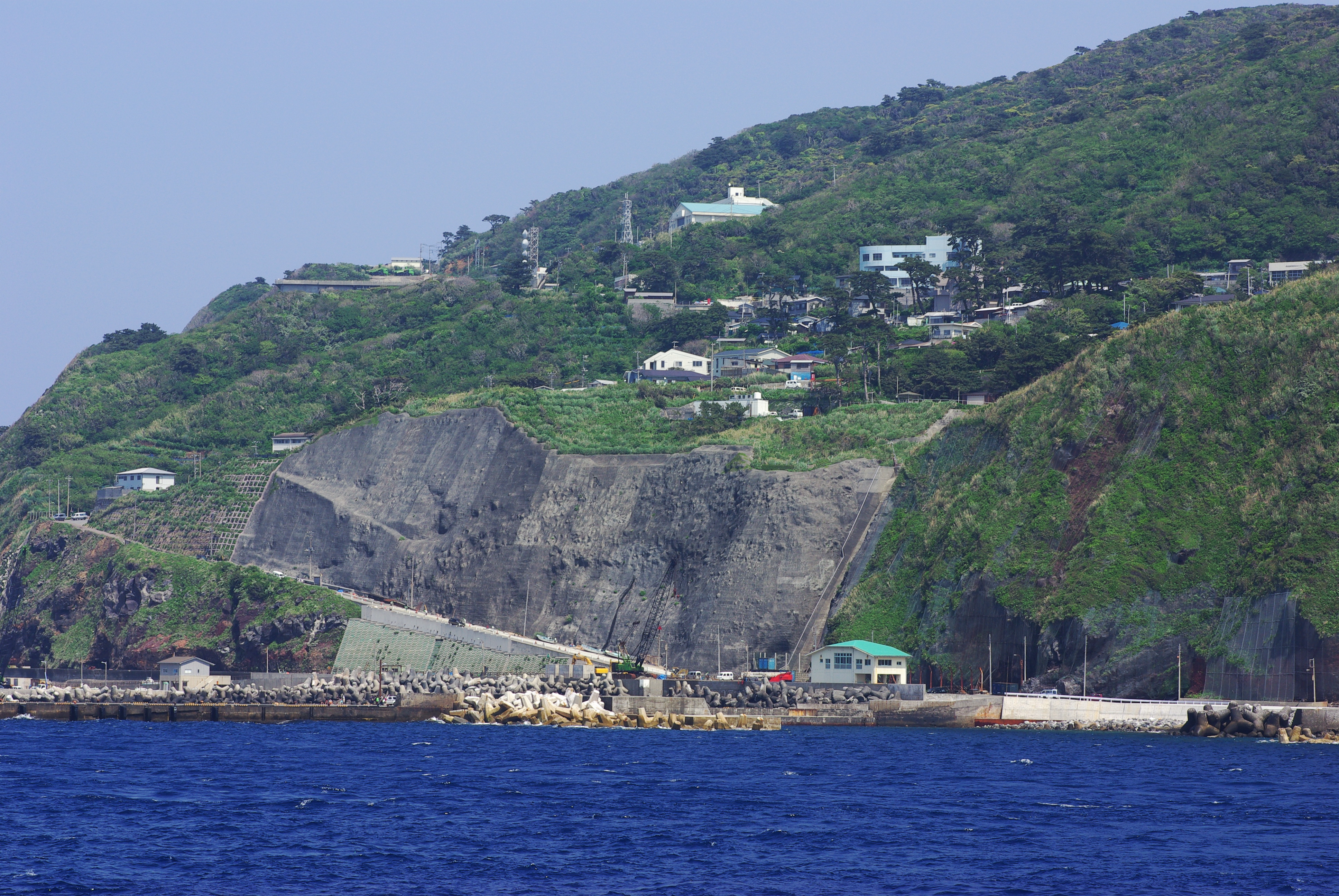
御蔵島港付近
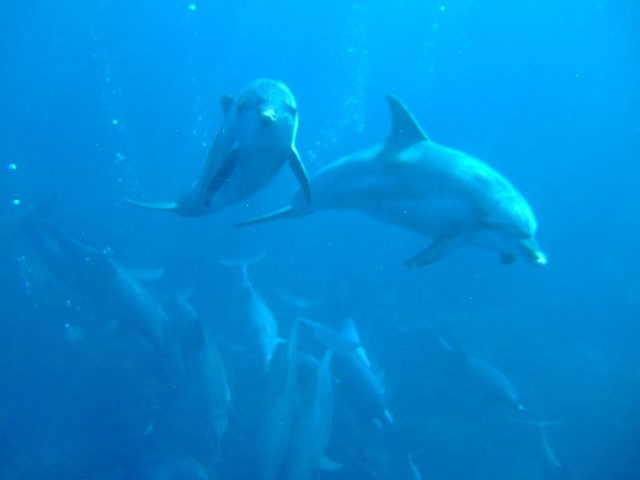
御蔵島のミナミハンドウイルカ
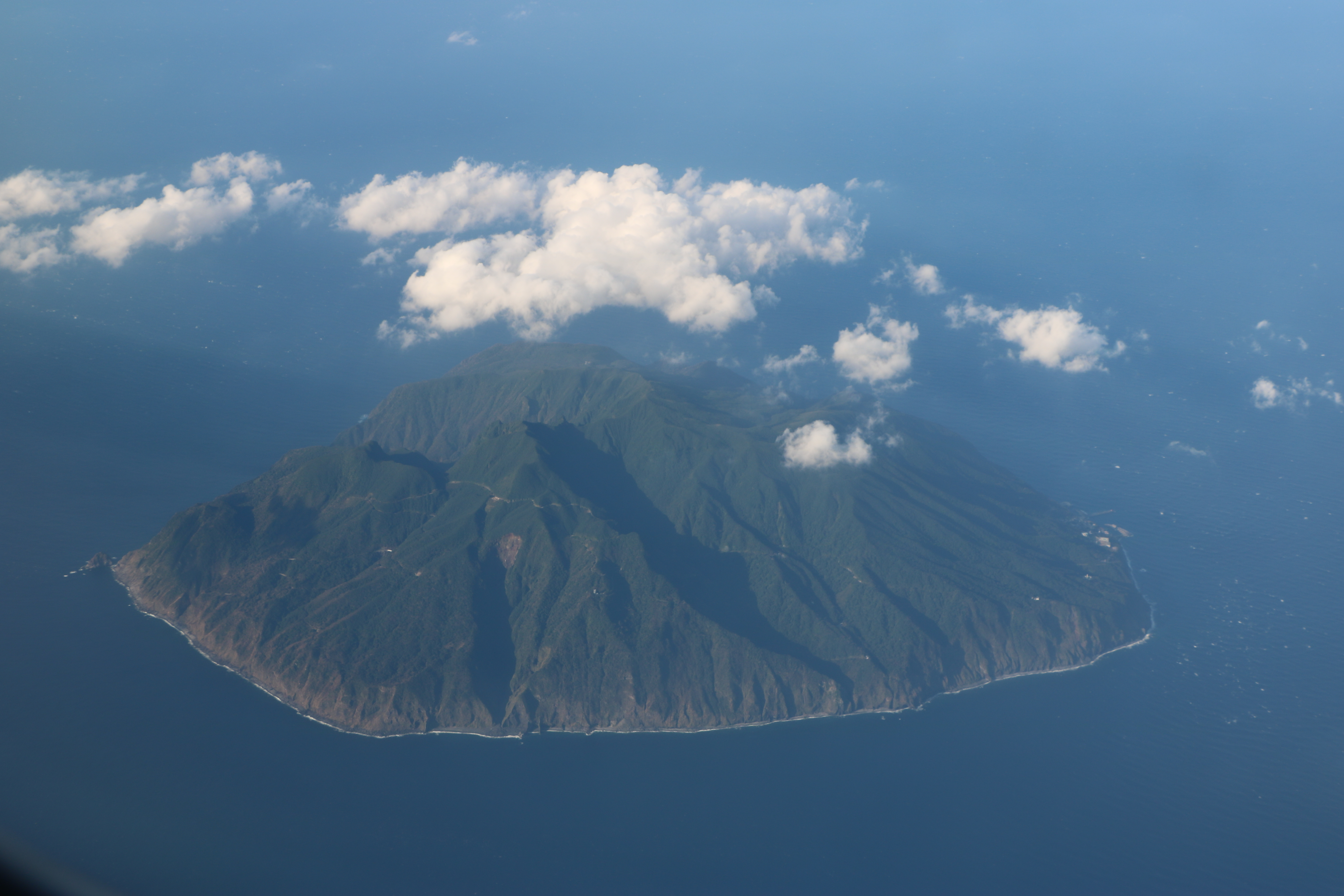
御蔵島の東上空より撮影

## 産業
主な産業は、林業、漁業、農業、観光。ツゲ材は鹿児島県薩摩半島に並ぶ産地である。両地で生産されるツゲ材は高級材として知られ、印鑑や櫛、将棋の駒などに加工される。

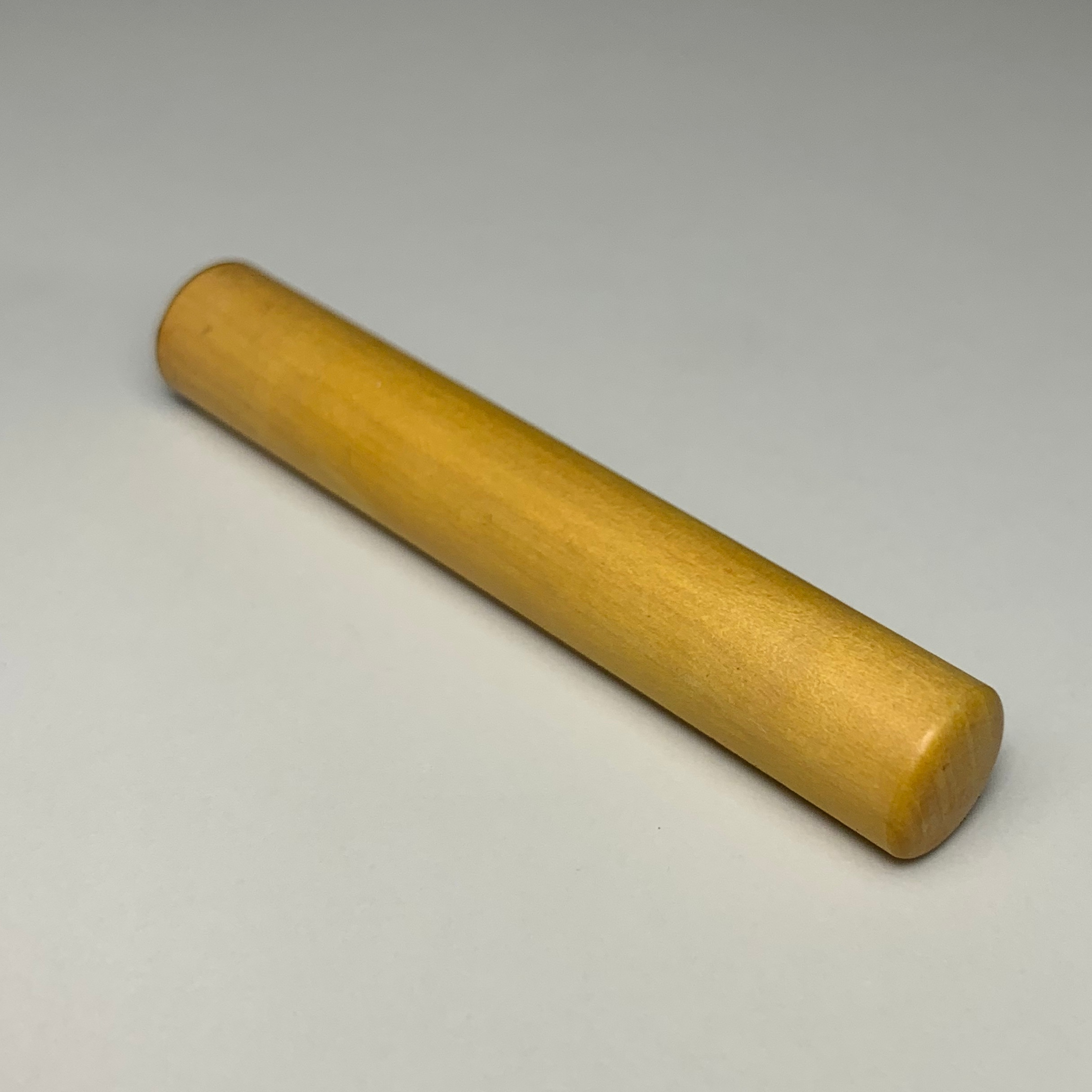
御蔵島黄楊（ツゲ）の印鑑

観光目的の来島は事前に宿泊施設（もしくは村営バンガロー）の予約が必要であり、村の観光協会は、予約がない場合には上陸できない旨を通知している。宿泊施設が元々少ないことに加え、近年のイルカウォッチング人気により、夏場を中心に満室となるケースが多い。なお、島の全域が国立公園であるため、野宿やキャンプは禁止されている。
仮に日帰りを考えるとおよそ6時間ほどの滞在が可能であるが、後述の通り船の就航率が悪く、行きや帰り便のみ欠航という日も多く発生する。ヘリコプターは運航率が高いが、座席数が少なく、必ず乗れるとは限らない。帰りの交通手段を失う可能性が高いため、日帰りには適さず、宿泊施設の予約を必須としている。

## 交通
島北部には、唯一の港である御蔵島港と空の玄関である御蔵島ヘリポートの他に、小中学校、郵便局、駐在所（警視庁三宅島警察署）、産業センターなどがそれぞれ1か所ずつある。
南東部にはかつて南郷と呼ばれる集落が存在し、小中学校の分校があったが、今は衰退し集落としての姿は留めていない。島に1つしかない港は防波堤がなく、外海の波が直接港まで打ち寄せるため船の接岸が難しく、就航率が悪い。暮らしは定期船の入港に左右され、悪天候が続けば食料やその他物資などが不足することもある。そうした場合、東京から八丈島経由でヘリコミューターを使った輸送を行うこともある。

### 陸運
村内に公共交通機関やタクシー、レンタカーなどはない。旅行者は徒歩、もしくは宿泊施設の車両を利用することになる。島内の道路は急な坂やカーブが多いことから、事故防止のため自転車の使用は禁止されている（原付バイクは可）。電動キックボードも走行できない急坂がほとんどである。
集落のある島北部を起点に、島の東部に都道223号線、西部を村道がそれぞれ南に向かって走っている。どちらも人家に辿り着くことを目的とするものではなく、主に観光や住民の仕事（発電や林業など）のために利用されている。

### 海運
島外とは、東海汽船の貨客船によって運航される定期船によって東京港（竹芝桟橋）、三宅島、八丈島と結ばれているが、島には入江がなく、港湾施設も防波堤がないなど貧弱なため、欠航も少なくない。海況の安定する夏場を除けば、ほとんどの場合「条件付き出港（接岸できない場合を承知の上での乗船）」となり、御蔵島港に接岸できなかった場合は、（八丈島で下船しなければ）復路での寄港時に下船することができる。復路も接岸に失敗した場合は、そのまま東京港まで戻れば運賃は全額払い戻される。接岸できる確率としては、概ね夏に高く冬に低くなる傾向があり、冬は50%を割り込むこともある。
なお、かつては東京からの直行便が限られ、三宅島から伊豆諸島開発の「えびね丸（または黒潮丸）」に乗り継ぐ形が主流であったが、三宅島の噴火以降東京からの直行便が毎日就航するように変更された（ただし上記の通り就航率は低い）。
- 貨客船（毎日運航） - 東海汽船「さるびあ丸」、「橘丸」
  - 東京港（竹芝桟橋） - 三宅島 - 御蔵島 - 八丈島

- 貨物船（週1便） - 伊豆七島海運
  - 東京港 - 御蔵島

### 空運
ヘリコプターによる路線。運航率は航路と比べて圧倒的に高いが、旅客定員9名と少なく、運賃も高い。小学校の向かい側にあるヘリポートに発着する。
- 東邦航空・東京愛らんどシャトル（毎日運航）
  - 八丈島空港 - 御蔵島
  - 三宅島空港 - 御蔵島

八丈島において羽田空港発着のANA便、三宅島において調布飛行場発着の新中央航空便との乗継が可能。

## 御蔵島を舞台とした作品
Toshiba Web Street『Dolphin swims』（インターネットドラマ・映画）
イルカを中心に、島の生活を家族ドラマにして描いた作品。余貴美子や小川範子が出演。
有吉佐和子『海暗』（小説）
射爆場問題に揺れた昭和の御蔵島が舞台。1人の老婆を中心に、島の生活が細かく描写されている。
熊谷達也『モビィ・ドール』（小説）
御蔵島をモデルにした架空の島で、イルカと人間が織り成す物語。
石ノ森章太郎『さるとびエッちゃん』（漫画・アニメ）
主人公の学校の担任教師が御蔵島出身で、荒天の中で島に渡ろうとするエピソードがある（アニメ版第8話「近くて遠いふるさと」）。
手塚治虫『ブラック・ジャック』（漫画）
御蔵島で戦時中に隠されたガソリンを探す、という話が登場する（単行本第1巻の第8話「とざされた記憶」）。
高倉あつこ『おヨメにおいで!』（漫画）
御蔵島をモデルにした架空の島で若者が嫁探しに奔走する話。御蔵島の風景が随所に登場する。
『助け人走る』「島抜大海原」（朝日放送制作テレビドラマ）
　必殺シリーズの中で御蔵島が舞台になった作品。高樹蓉子が島娘で出演した。
『金色の翼』（東海テレビ制作テレビドラマ）
御蔵島をモデルにした架空の島にあるホテルが舞台となっている。御蔵島との表記は劇中に出てこないが、オープニング映像で御蔵島の全景が映る。
鶴田謙二『冒険エレキテ島』（漫画）
主人公の女性パイロット「御蔵みくら」は中学生の頃に御蔵島に住んでいたことがあり、成長した後に出身校である御蔵島小中学校を訪れるシーンがある。
中島みち『クワガタクワジ物語』（小説）
主人公が御蔵島固有種のミクラミヤマクワガタに興味を持ち、御蔵島に訪れるシーンが有る。

## その他
- 御蔵島の正式な読みは「御蔵島村」の場合を含め「みくら‐じま（むら）」であるが、島民が自らの島のことを単純に「みくら（じま、まで言わない）」「しま」と呼ぶなどしていたことから、観光協会の名前や、村のホームページアドレスなどで「みくら‐しま」と読むパターンも増えている。観光ガイド本などでも濁らず紹介されるケースが増えているが、気象庁や東京都など公的機関の書類等では、これまでと変わらず正式名称の「みくらじま」として扱われている。
- NHKの和田光太郎アナウンサーが、高校時代の2001年に応募した国税庁主催の「税の作文」で、「離島に住む親戚がいる」と記している。東京からの船が週1便、ヘリコミューターが就航など、内容が当時の島の状況と合致し、他に同様の島は見当たらないことから、御蔵島であると推察される（当該作品は東京国税局長賞、東京都租税教育推進協議会会長賞を受賞し、東京都のホームページに全文掲載されている）。